# Tityus macrochirus
Espèce
Tityus macrochirus est une espèce de scorpions de la famille des Buthidae.

## Distribution
Cette espèce est endémique du département de Cundinamarca en Colombie,. Elle se rencontre vers Cáqueza.

## Description
Le mâle holotype mesure 68 mm et la femelle paratype 64 mm.
Les mâles mesurent de 48 à 69 mm et les femelles de 49 à 64 mm.

## Publication originale
- Pocock, 1897 : « Descriptions of some new species of scorpions o the genus Tityus, with notes upon some forms allied to T. americanus (Linn.). » Annals and Magazine of Natural History, sér. 6, vol. 19, p. 510-521 (texte intégral).